# America, an Epic Rhapsody
Pour les articles homonymes, voir America.
America, an Epic Rhapsody, pour chœur et orchestre est une œuvre d'Ernest Bloch composée entre 1926 et 1927, sur un poème de Walt Whitman. Elle peut être considérée comme un gage de reconnaissance envers le pays où il a émigré en 1916.

## Historique
Selon Bloch, l'idée de la composition lui est venue quand il est arrivé aux États-Unis en 1916. Cette idée a ressurgi quand il a étudié quelques œuvres de Walt Whitman en 1925, et l'année suivante, il a composé l'hymne de la rhapsodie alors qu'il se trouvait à San Francisco. La pièce porte comme dédicace : « À la mémoire d'Abraham Lincoln et de Walt Whitman ».
Dans un concours de 1927 parrainé par Musical America, la rhapsodie a remporté le prix de 3 000 $ pour la meilleure œuvre symphonique sur un thème américain par un compositeur américain, battant quatre-vingt-dix autres propositions et obtenant le vote unanime des juges,. Le 21 décembre 1928 à la suite de ce succès, America a été créée simultanément dans cinq villes américaines: Chicago (sous la direction de Frederick Stock), New York (sous la direction de Walter Damrosch), Boston (sous la direction de Serge Koussevitzky), Philadelphie (sous la direction d'Ossip Gabrilowitsch) et San Francisco (sous la direction d'Alfred Hertz) .
Le manuscrit est conservé à l'Université de Californie à Berkeley.

## Structure
L'œuvre comprend trois mouvements, qui couvrent l'histoire des États-Unis.
- 1re Partie - 1620
  - The Soil
  - The Indians
  - England
  - The Mayflower
  - The Landing of the Pilgrims
- 2e Partie - 1861-1865
  - Hours of Joy
  - Hours of Sorrow
- 3e Partie - 1926
  - The Present
  - The Future
  - Anthem

La pièce dure environ 42 minutes.